# Двигатель Toyota Y
Toyota Y — серия рядных четырёхцилиндровых бензиновых двигателей внутреннего сгорания, выпускавшихся компанией Toyota с 1982 по 1996 год. Чаще всего устанавливались на коммерческие автомобили и внедорожники.

## 1Y
Также существует вариант 1Y-J с учётом стандартов выбросов для лёгких коммерческих автомобилей.
- Клапанный механизм: OHV
- Клапанов: 8
- Объём: 1,6 л (1626 см3)
- Диаметр цилиндра × ход поршня: 86 мм × 70 мм
- Мощность: 62 кВт (84 л. с.)
- Крутящий момент: 135 Н⋅м

### Устанавливался на
- Toyota HiAce
- Toyota LiteAce (YM20, первое поколение)
- Toyota ToyoAce
- Toyota TownAce (YR10)

## 2Y
2Y имеет ту же конструкцию, что и 1Y. Его диаметр цилиндра 86 мм, а ход поршня — 78 мм. Объём составляет 1,8 л (1812 см3). Также существуют варианты 2Y-J и 2Y-U с различным оборудованием для контроля выбросов.
- Клапанный механизм: OHV
- Клапанов: 8
- Объём: 1,8 л (1812 см3)
- Диаметр цилиндра × ход поршня: 86 мм × 78 мм
- Степень сжатия: 8,8:1
- Мощность: 58—70 кВт (79—95 л. с.) при 5000 об/мин
- Крутящий момент: 152 Н⋅м

### Устанавливался на
- Toyota Mark II (YX76V, 2Y-J)
- Toyota HiAce (YH50V/60V)
- Toyota Hilux
- Toyota TownAce (YR25V)
- Toyota LiteAce (YM20/30G)
- Volkswagen Taro (ребеджинг Hilux)[1]

### 2Y-P
- Клапанный механизм: OHV
- Клапанов: 8
- Объём: 1,8 л (1812 см3)
- Диаметр цилиндра × ход поршня: 86 мм × 78 мм
- Мощность: 51—63 кВт (70—85 л. с.) при 4600—5000 об/мин
- Крутящий момент: 132—142 Н⋅м при 2200—3000 об/мин

#### Устанавливался на
- Toyota Corona (YT140)
- Toyota Mark II (YX70)

## 3Y
Существует также вариант 3Y-U с учётом стандартов выбросов Евро-4. В Китае двигатель выпускался подразделением Shenyang Xinguang-Brilliance Automobile Engine Co. под индексом 4G20B.
- Клапанный механизм: OHV
- Клапанов: 8
- Объём: 2,0 л (1998 см3)
- Диаметр цилиндра × ход поршня: 86 мм
- Степень сжатия: 8,8:1
- Мощность: 65 кВт (88 л. с.) при 4800 об/мин
- Крутящий момент: 155 Н⋅м при 3400 об/мин

### Устанавливался на
- Toyota Hiace (YH51G/61G/71G)
- Toyota Hilux
- Toyota Dyna/Toyoace
- Toyota Crown (YS120, экспортные модели)

### 3Y-C
3Y-C являлся карбюраторным двигателем с низким уровнем выбросов и выхлопной системой с каталитическим нейтрализатором.
- Клапанный механизм: OHV
- Клапанов: 8
- Объём: 2,0 л (1998 см3)
- Диаметр цилиндра × ход поршня: 86 мм
- Степень сжатия: 8,8:1
- Мощность: 63 кВт (85 л. с.) при 4600 об/мин
- Крутящий момент: 155 Н⋅м при 3400 об/мин

#### Устанавливался на
- LiteAce XTRA TRACK (YM40-RGMDSQ), (YM41-RVMDSQ)
- Toyota Townace (YR39)

### 3Y-E
- Клапанный механизм: OHV
- Клапанов: 8
- Объём: 2,0 л (1998 см3)
- Диаметр цилиндра × ход поршня: 86 мм
- Степень сжатия: 8,8:1
- Мощность: 71 кВт (97 л. с.) при 4800 об/мин
- Крутящий момент: 160 Н⋅м при 3800 об/мин

#### Устанавливался на
- Toyota Mark II (YX78V, пятое поколение)
- Mark II (YX80)
- Hilux Surf (YN130G)
- Daihatsu Rocky (F75, F85)
- Toyota Classic

### 3Y-EU
- Клапанный механизм: OHV
- Клапанов: 8
- Объём: 2,0 л (1998 см3)
- Диаметр цилиндра × ход поршня: 86 мм
- Мощность: 71—85 кВт (97—115 л. с.) при 4800—5000 об/мин
- Крутящий момент: 160—179 Н⋅м при 3600—3800 об/мин

#### Устанавливался на
- Hilux Surf/4Runner (YN61G)
- TownAce Wagon/MasterAce Surf (YR21G)
- Daihatsu Delta (YB21G)

### 3Y-P
- Клапанный механизм: OHV
- Клапанов: 8
- Объём: 2,0 л (1998 см3)
- Диаметр цилиндра × ход поршня: 86 мм
- Мощность: 58 кВт (79 л. с.) при 4600 об/мин
- Крутящий момент: 150 Н⋅м при 3000 об/мин

#### Устанавливался на
- Crown Sedan (YS130)
- Mark II Sedan (YX80)

### 3Y-PU
- Клапанный механизм: OHV
- Клапанов: 8
- Объём: 2,0 л (1998 см3)
- Диаметр цилиндра × ход поршня: 86 мм
- Мощность: 58—66 кВт (79—90 л. с.) при 4600—5000 об/мин
- Крутящий момент: 150—160 Н⋅м при 2000—3000 об/мин

#### Устанавливался на
- Crown (YS120)

### 3Y-PE
- Клапанный механизм: OHV
- Клапанов: 8
- Объём: 2,0 л (1998 см3)
- Диаметр цилиндра × ход поршня: 86 мм
- Степень сжатия: 10,5:1
- Мощность: 58—60 кВт (79—82 л. с.) при 4400—4600 об/мин
- Крутящий момент: 160 Н⋅м при 2400 об/мин

#### Устанавливался на
- Crown (YS130)
- Comfort (YXS10)
- Comfort (YXS11)

## 4Y
- Клапанный механизм: OHV
- Клапанов: 8
- Объём: 2,2 л (2237 см3)
- Диаметр цилиндра × ход поршня: 91 мм × 86 мм

### Устанавливался на
- Toyota Crown (YS132)
- Toyota Van (в Австралии Tarago)
- Hiace
- Toyota Stout (YK110)
- Daihatsu Delta
- Daihatsu Rocky F95
- Погрузчики Toyota Industries
- Toyota 4Runner (Австралия)
- Volkswagen Taro
- Toyota Hilux